# Monumento natural Cueva Ghliana
El monumento natural cueva Ghliana ( en georgiano: ღლიანას მრვიმე  ) es una cueva kárstica ubicada cerca del pueblo Kumistavi, en el municipio de Tskhaltubo, región de Imericia, Georgia, a 142 metros sobre el nivel del mar.

## Morfología
La cueva kárstica de Ghliana está tallada en piedra caliza y tiene dos entradas. La entrada principal tiene una altura de 3,5 a 4 metros y un ancho de 7 metros, y su principal corriente subterránea fluye desde esta entrada. La segunda, a la izquierda de la principal, es muy empinada y mide 35-40 m desde el suelo de la cueva hasta la superficie. A 60 metros de la entrada hay un lago de sifón profundo, de 3-4 m de ancho, a 2,5 m de altura sobre la superficie del lago y con 50 metros de largo. Detrás del lago hay un corredor de sifón de 200 m de largo con su piso bajo el agua con una profundidad de 0.5-2 metros. Detrás del pasillo hay una galería con una longitud de 30 m y un ancho de 1-2 m. Atraviesa la galería más grande de 150 m con techo cubierto de estalactitas casi en toda su longitud. Esta galería tiene nuevamente agua y varias salidas sifónicas al fondo de la cueva. El flujo subterráneo mide 50-55 litros por segundo en una inundación. Las corrientes de agua de la cueva terminan en el río Kumi. 

## Fauna

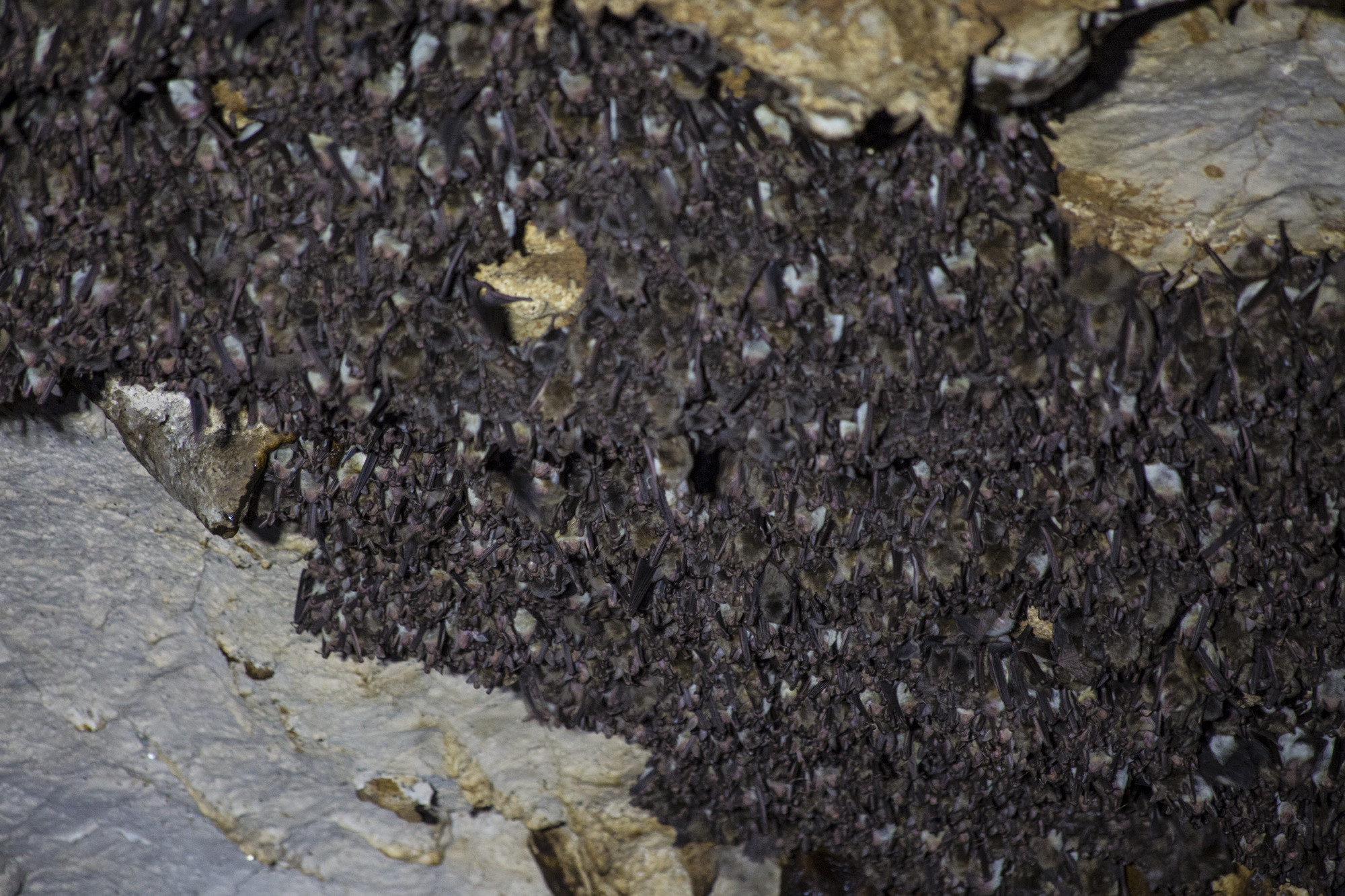
Colonia de maternidad de murciélagos en la cueva.

Numerosas colonias de murciélagos habitan los pasillos secos de la cueva.  Entre los habitantes también se incluyen Trachysphaera, Attheyella, Pilocamptus, Deuterosminthurus, Proisotoma, Hypoaspis y Macrocheles. 